# Парад перемоги на Хрещатику (1920)

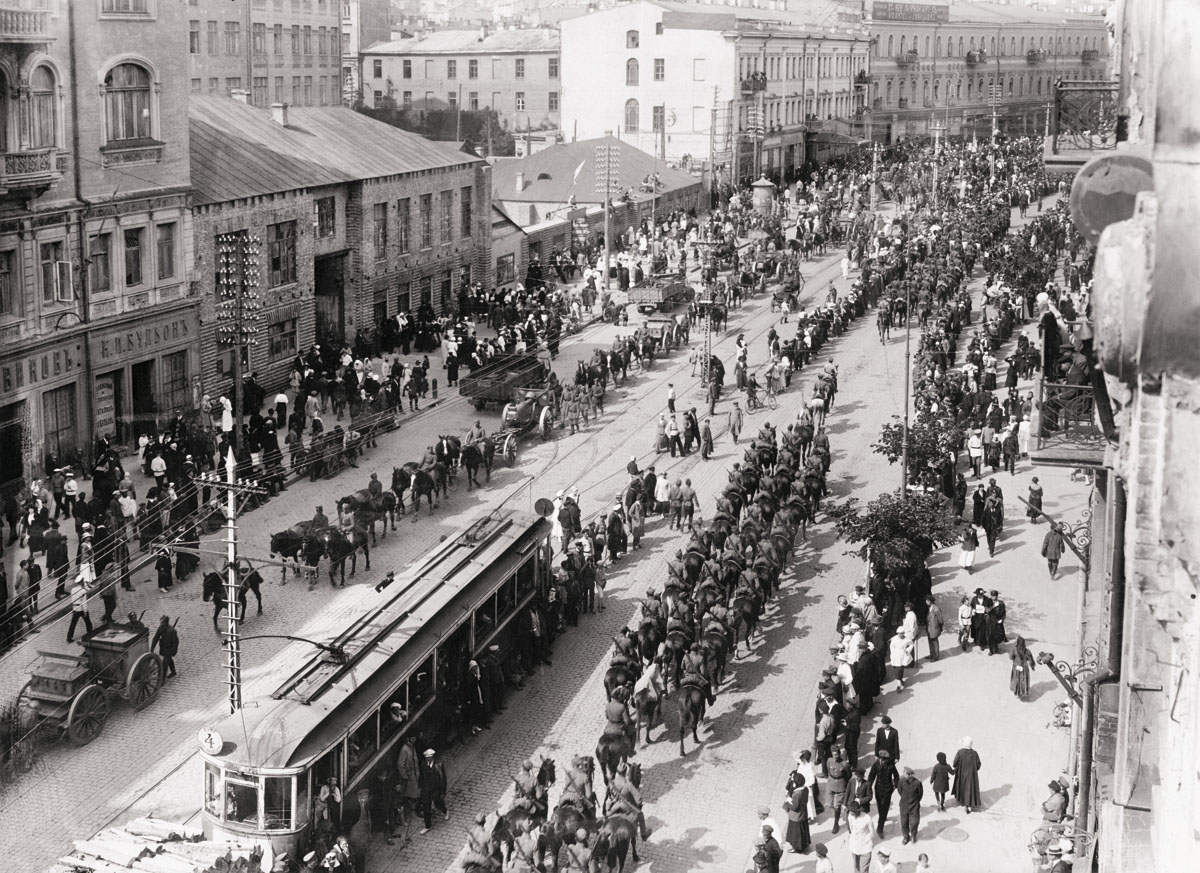
Польсько-український парад на Хрещатику. Праворуч кіннота крокує до майдану, ліворуч артилеристи повертаються до Прорізної вулиці

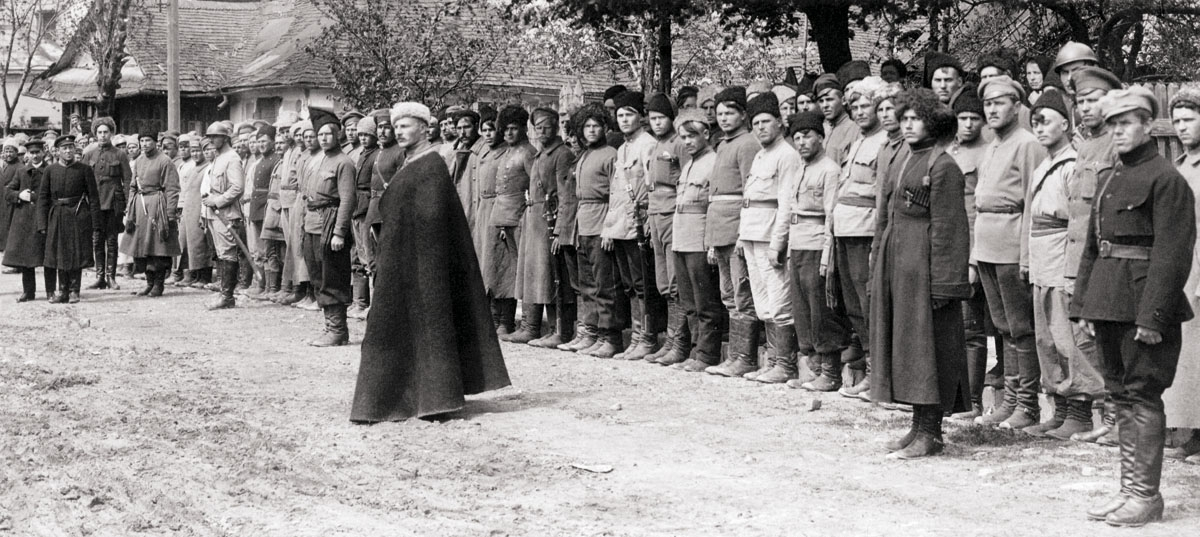
Огляд війська. Симон Петлюра (ліворуч), Іван Омелянович-Павленко (в центрі), травень 1920

Пара́д перемо́ги на Хреща́тику — спільний польсько-український парад з нагоди визволення Києва від більшовиків, проведений 9 травня 1920 року на Хрещатику.

## Київська операція польсько-українських військ
У травні 1920 року у наслідок наступальної операції польського війська й армії УНР Київ вдалось визволити від більшовиків.
5 травня війська увійшли на Куренівку.
6 травня польські розвідники на трамваї з Пущі-Водиці заїхали до центру міста. Вони захопили вісьмох полонених червоноармійців, яких доставили у штаб тим самим трамваєм. Від бранців дізнались, що більшовики відійшли за Дніпро.
7 травня до Києва увійшли 7-ма кавалерійська бригада з півночі і 1-ша піхотна дивізія легіонів із заходу, а 8 травня — 6-та січова стрілецька дивізія армії УНР на чолі з полковником Марком Безручком.
За спогадами свідків, кияни зустріли поляків із квітами. А представники міської думи вручили польському офіцеру, чий підрозділ увійшов першим, символічний ключ від міста.

## Парад 9 травня 1920 року

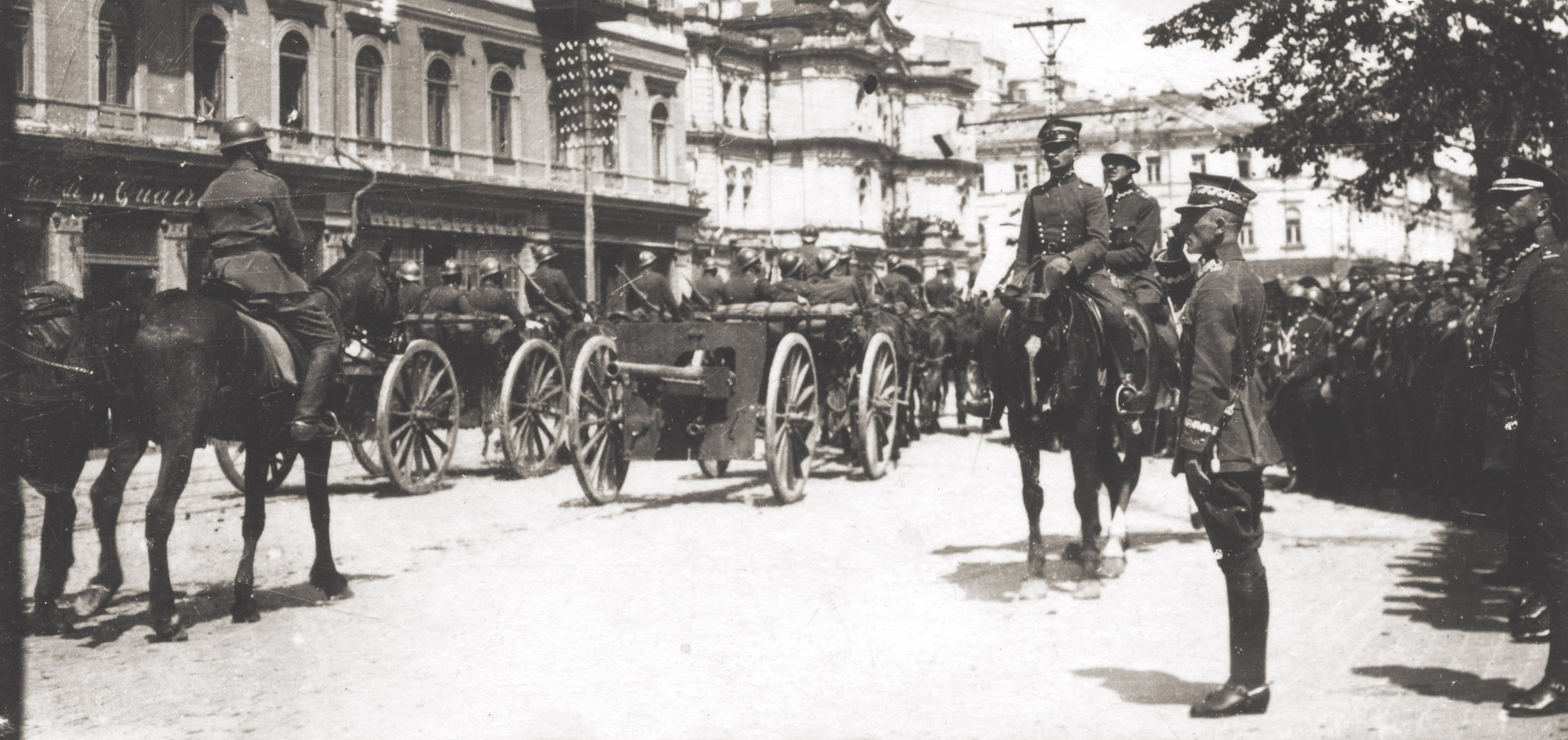
Едвард Ридз-Сміглий (стоїть справа попереду від гостей) на параді 9 травня 1920 року

9 травня у центрі Києва відбувся спільний польсько-український парад. За наказом верховного командування польської армії будинки прикрасили українськими прапорами. Польські прапори вивісили лише на будівлях, зайнятих польським командуванням.
Парад мали приймати Головний Отаман Симон Петлюра та маршал Юзеф Пілсудський. Однак керівники держав одразу після зустрічі відбули з Києва — перший до Могилева-Подільського, другий до Варшави.
Парадом керував командувач польської 3-ї Армії генерал Едвард Ридз-Сміглий. Разом із ним стояли командир 6-ї стрілецької дивізії армії УНР полковник Марко Безручко, представник Головного польського штабу полковник Юліан Стахевич, французький полковник Шарль-Густав Анот та японський військовий аташе майор Масатака Ямавакі.
Польський офіцер Тадеуш Кутшеба залишив спогади про ті урочистості:

| «Парад був відмінний. Перед очима незліченної юрми глядачів промарширували з відмінною виправкою підрозділи 1-ї дивізії легіонів групи полковника [Юзефа] Рибака, 15-ї Великопольської дивізії, важкої артилерії,… і 6-ї української дивізії… І так марширувала 1-ша дивізія легіонів, найстарша спадкоємиця польського війська, зі старими штандартами, почесно заслуженими в боях… У кінці марширувала 6-та українська дивізія, до якої долучились сформовані військові групи повстанців з власними оркестрами»[5]. |
Хорунжий Петро Самутин зазначив, що 6-та стрілецька дивізія УНР «була гарно одягнена, чудово зіграна та здисциплінована. Стрільці та старшини прийшли до доброї фізичної форми». Однак за чисельністю вони поступались польським підрозділам.
Підрозділи крокували від Прорізної вулиці до Думської площі (Майдану Незалежності), де розвертались і йшли назад.
Щодо киян, то вони по-різному поставились до стрільців 6-ї дивізії. Але якщо не брати до уваги «людей зовсім… чужих по духові» й «агітаторів та розвідників, що працюють для чужої справи», то українці зустріли їх тепло. Як писав Самутин, вони обсипали їх квітами і вигукували: «Слава!».

## Галерея

Травень 1920
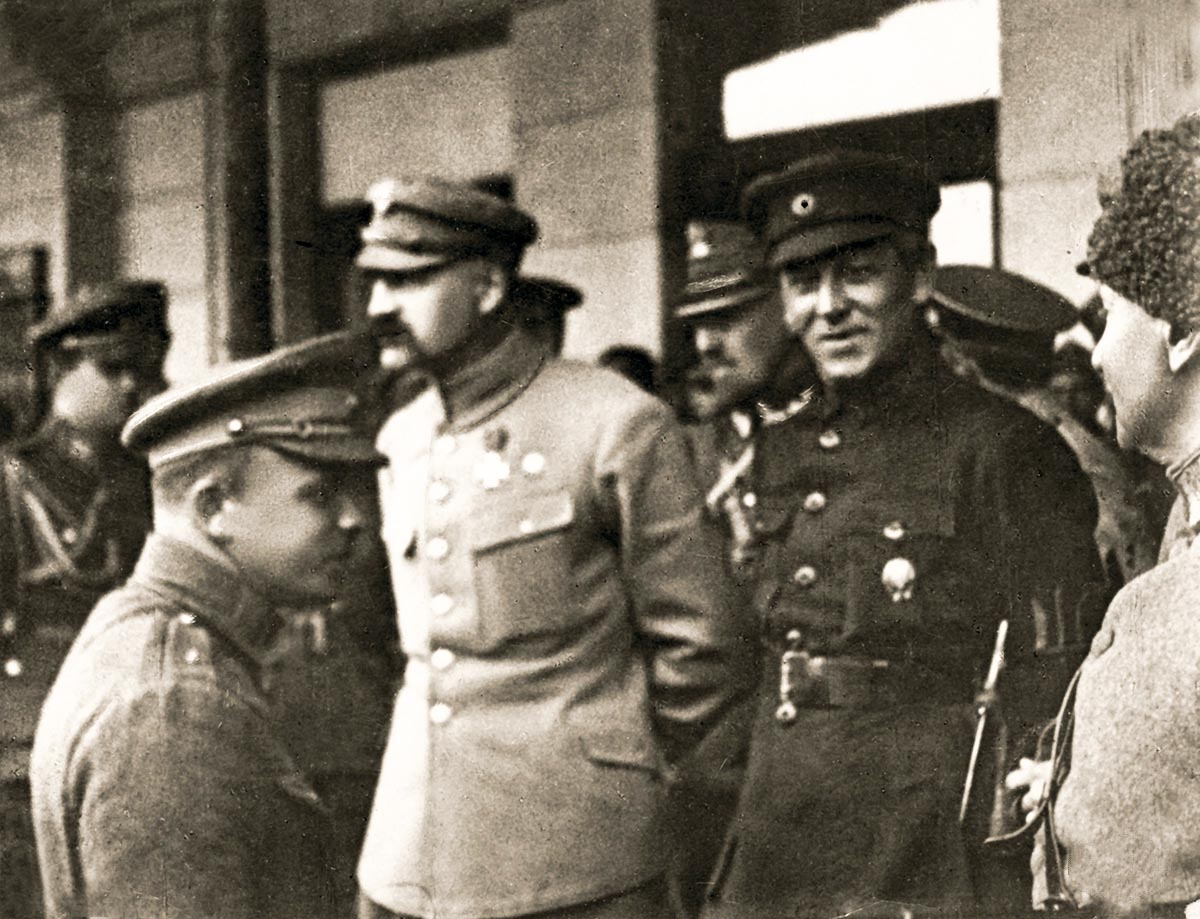
Юзеф Пілсудський (ліворуч) і Симон Петлюра.
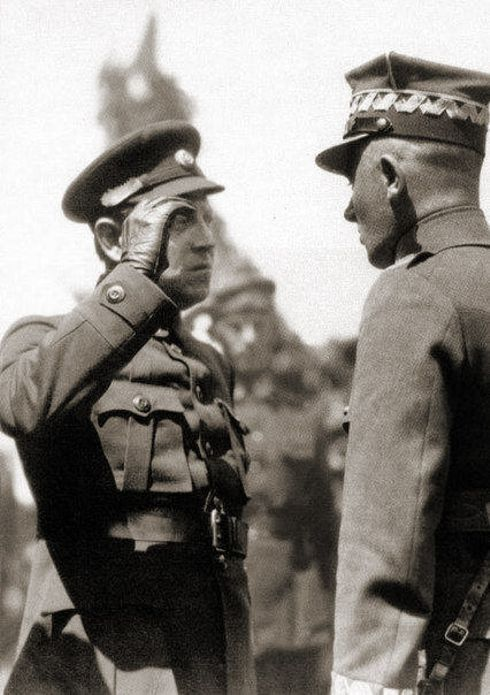
Петлюра (ліворуч) і Ридз-Сміглий
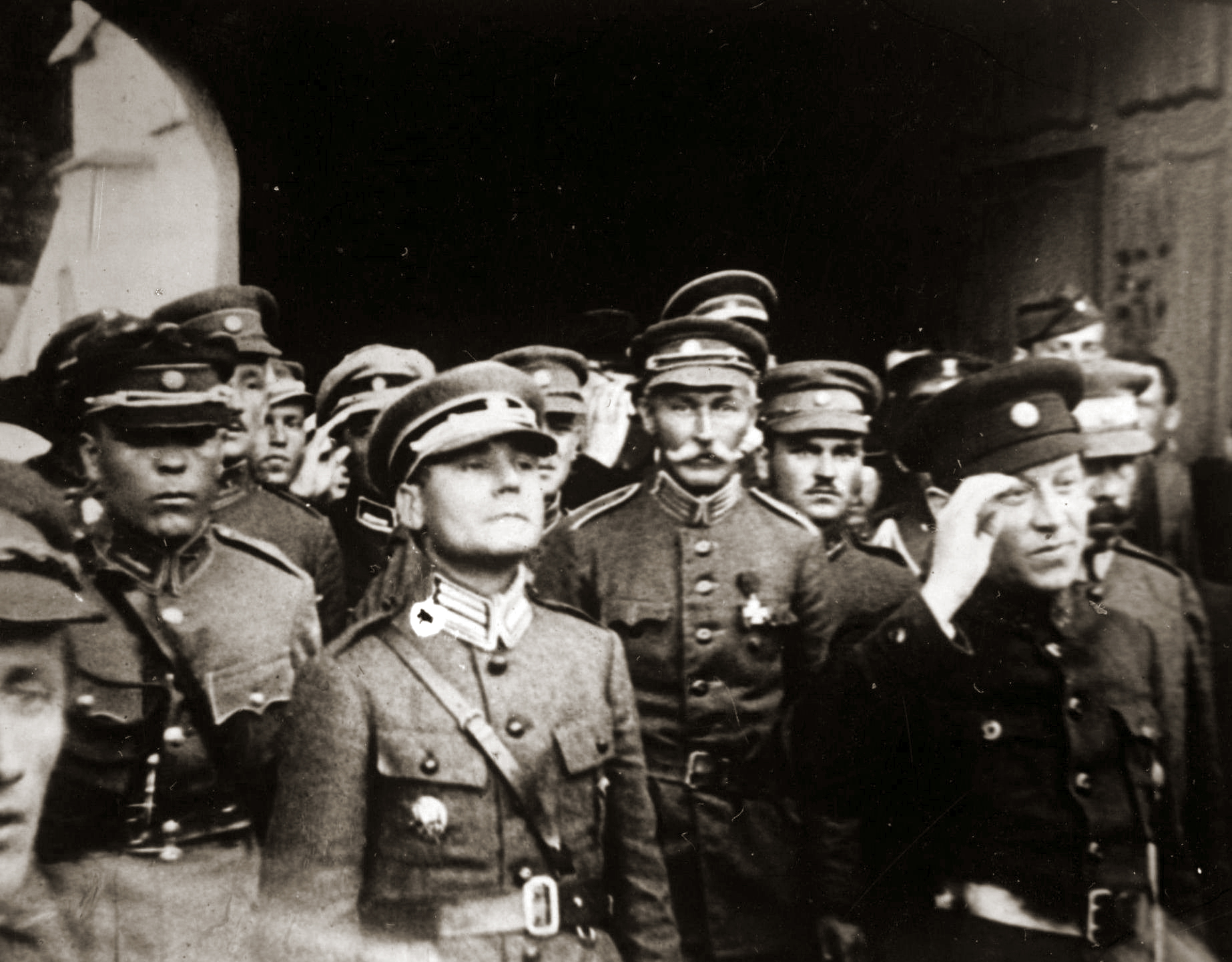
Перший ряд: Симон Петлюра (праворуч) і Марко Безручко

Парад 9 травня 1920
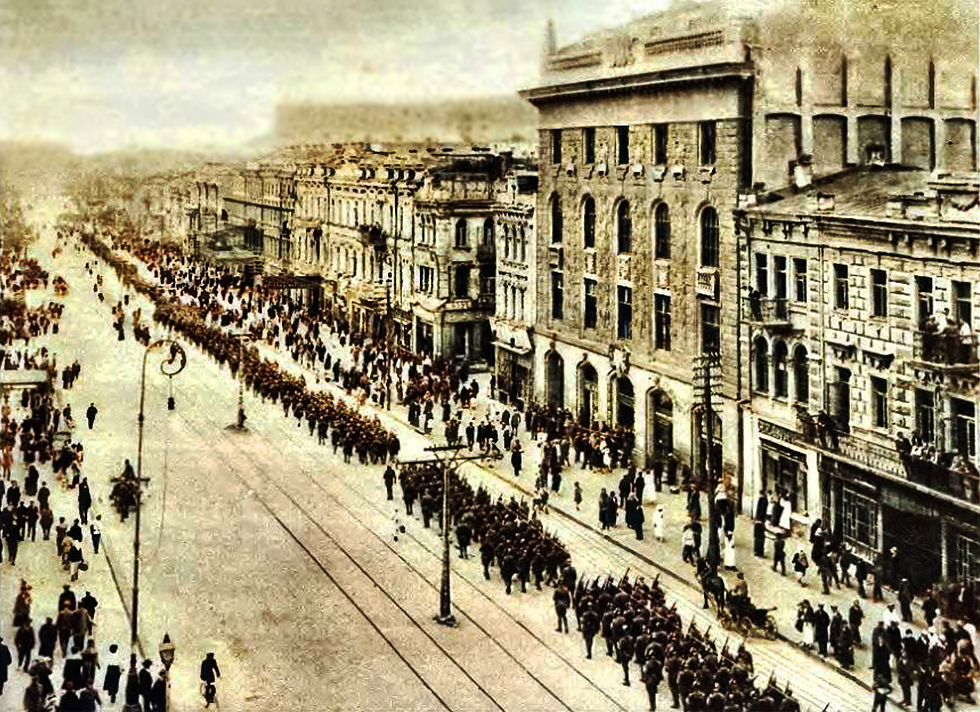
Біля будинку № 32
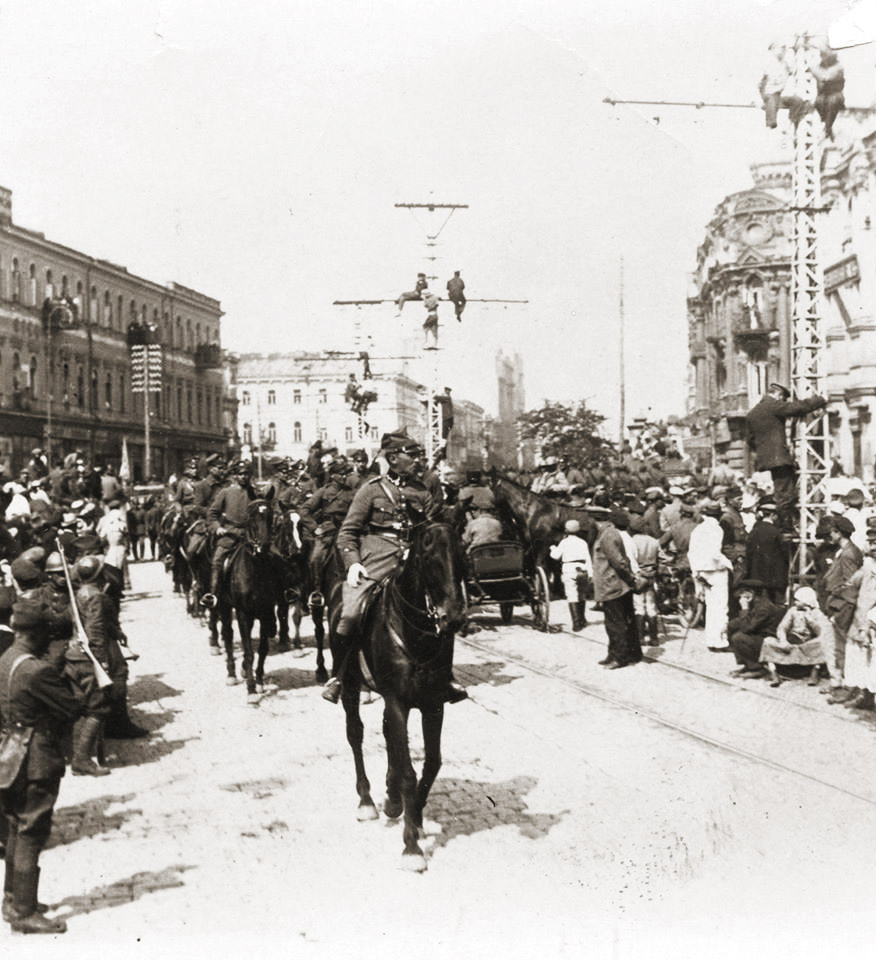
Кіннота
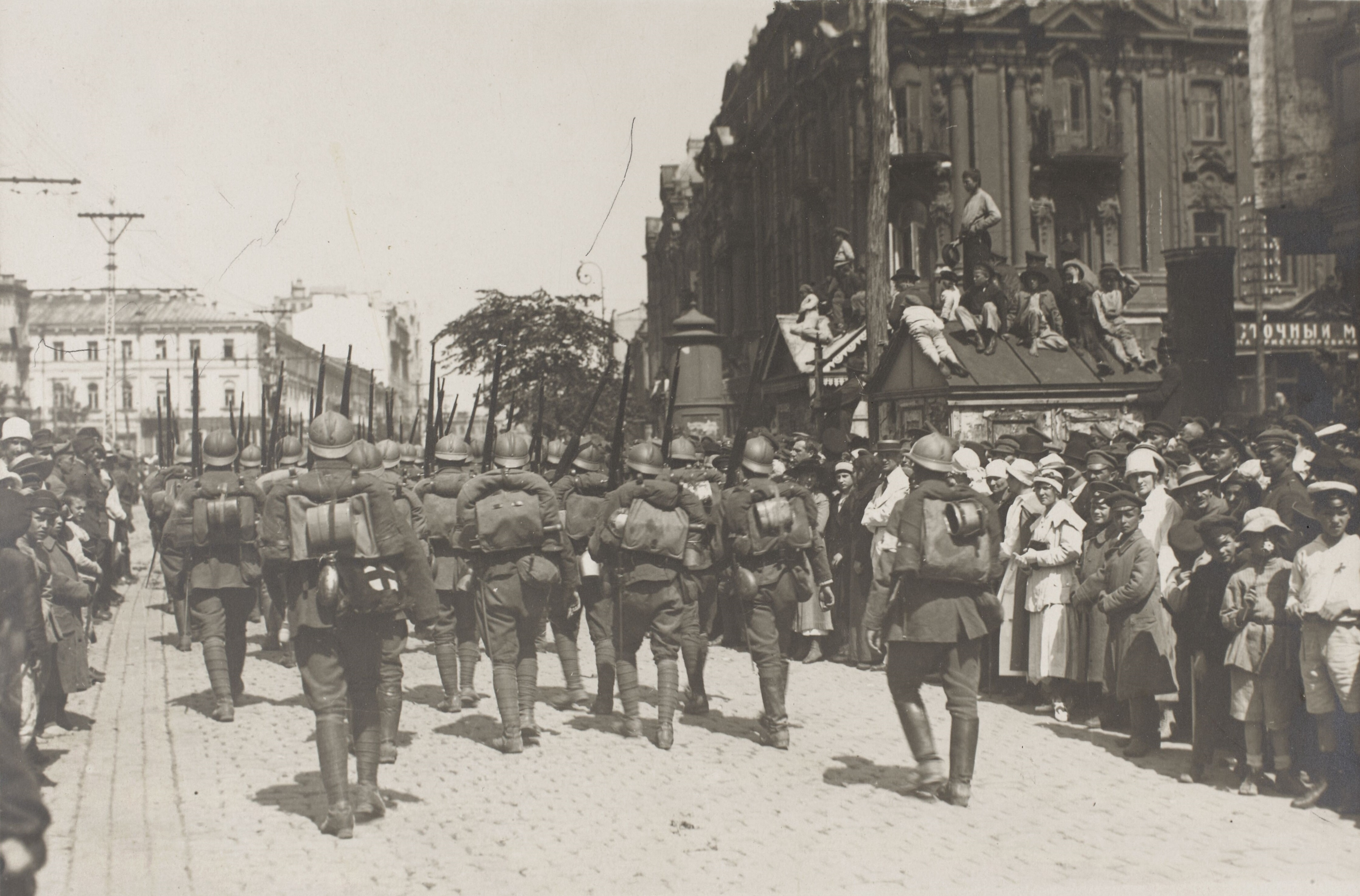
Польська піхота біля Думської площі (Майдану Незалежності)
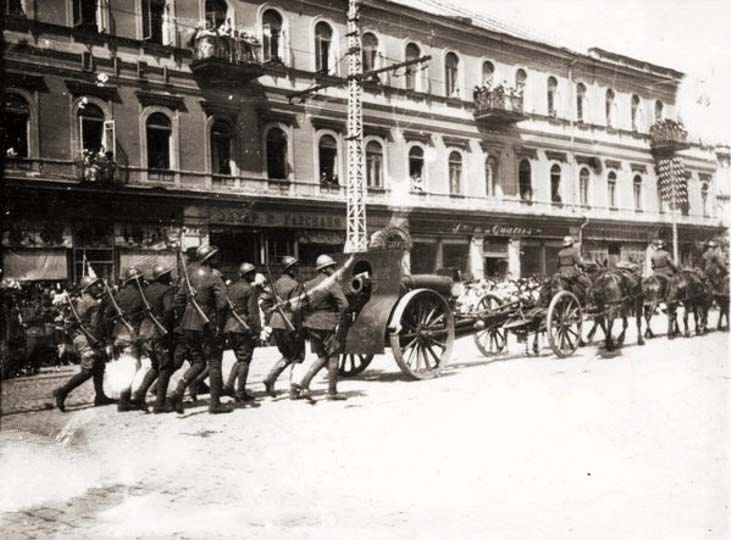
Артилерія на параді